# Ribniška koča
Ribniškie schronisko (słoweń. Ribniška koča) – najwyżej położone schronisko górskie na Pohorju. Leży na małym płaskowyżu pod Malim Črnim vrhem w głównym grzbiecie pohorskim na wysokości 1505 m. Schronisko jest stale otwarte. Do schroniska można latem dostać się samochodem lokalna drogą z Ribnicy na Pohorju, oznaczone są też szlaki piesze. Schronisko leży na trasie Słoweńskiego Szlaku Górskiego. Oprócz schroniska są nartostrady z trzema wyciągami.

## Historia
Na miejscu, gdzie dzisiaj stoi schronisko, za Królestwa Jugosławii wybudował sobie willę wypoczynkową mariborski kupiec Josip Hutter. Podczas II wojny światowej, 9. października 1942 pohorski batalion partyzancki ją podpalili, by wojska niemieckie nie mogły utworzyć z niej swojego schronienia. Na pogorzelisku 29. listopada 1949  działacze górscy PD (Towarzystwa Górskiego) Maribor-Matica wybudowali schronisko.